# 紀淡トンネル
紀淡トンネル（きたんトンネル）は、和歌山県和歌山市と兵庫県洲本市を直接道路で結ぶべく計画されている海底トンネルである。
2025年現在、費用や需要の観点から、実現の目処は立っていない。

## 計画
兵庫県と和歌山県とが唯一接しており、互いの県との境界も確定している場所である、紀淡海峡（洲本市由良港 - 和歌山市加太港間）を連絡するフェリー・旅客船が無く（かつては少し北の大阪湾南部を横断して深日海運・南海淡路ライン・洲本パールラインが運航されていたが、現在は廃止・休止）、 洲本市 - 泉南・和歌山県間は直線距離では短いのに阪神地区経由もしくは徳島 - 和歌山間の南海フェリー経由でかなりの遠回りを強いられており、このトンネルの必要性を唱える住民が多いため、現在も計画が進められている。
紀淡海峡紀淡連絡道路および大鳴門橋（鉄道を通すことが出来る構造となっている。）への紀淡海峡鉄道トンネルの構想が、このトンネルの計画であるが、費用や需要などの面から実現の目処は立っていない。2008年現在、紀淡連絡道路実現期成同盟会・紀淡海峡交流会議・大阪湾環状紀淡連絡道路建設推進協議会・紀淡連絡道路建設促進協議会等で議論が行われている。また紀淡連絡道路計画により途中友ヶ島を経由する形で道路単独橋が建設される可能性もある。

## 四国新幹線の乗り入れ
四国新幹線のルートは、当初、明石海峡大橋を通る計画であったが、明石海峡大橋が道路専用橋として架橋されたため、このトンネルができた場合、四国新幹線を通す計画も提唱されている。
四国の鉄道高速化連絡会（四国新幹線整備促進期成会の前身）などの初期の資料には、紀淡海峡と豊予海峡を渡る四国新幹線のルートと駅位置の案が示されていた。大分市の佐賀関で東九州新幹線に乗り入れ、博多駅・小倉駅・大分駅・宮崎駅・鹿児島中央駅方面へ向かうことができるルートになっている。
新大阪駅 - 天王寺駅 - 泉南駅 - 北和歌山駅 - 紀淡海峡 - 淡路島駅 - 大鳴門橋 - 新鳴門駅 - 新高松駅 - 琴平駅 - 四国中央駅 - 伊予小松駅 - 新松山駅 - 大洲駅 - 新八幡浜駅 - 三崎駅 - 豊予海峡 - 佐賀関駅
2021年6月に和歌山県が公表した試算結果によると、新大阪-大分間の所要時間は途中停車駅を「堺駅」「関西空港駅」「和歌山駅」「淡路島駅」「徳島駅」「高松駅」「松山駅」の7駅と想定した場合、約2時間44分とされ、概算建設費は52,733億円とされた。このルート案では、トンネルではなく、瀬戸大橋のような鉄道・道路併用橋を紀淡海峡に架けることを想定している。

### 地方自治体
1. 1 2  “令和４（2022）年度国の施策及び予算に関する和歌山県の提案・要望”.   和歌山県. 2021年6月9日閲覧。

### 報道
1. ↑  “瀬戸大橋を新幹線が渡る！？ 地元で熱く盛り上がる四国新幹線、実現の可能性は？”. 鉄道チャンネル. 鉄道コラム. 2021年6月10日閲覧。